# Johann Röling
Johann Röling (* 23. September 1634 in Lütjenburg; † 25. August 1679 in Königsberg) war ein deutscher Dichter und Kirchenlieddichter.

## Leben
Röling war der Sohn des Oberinspektors der gräflich Rantzauischen Güter Liborius Röling und dessen Frau Magarethe. Er hatte anfänglich die Schule sowie das Gymnasium in Lübeck besucht. Mit achtzehn Jahren frequentierte er das Gymnasium Stettin. 1656 bezog er die Universität Rostock, um ein Studium der theologischen Wissenschaften zu absolvieren. Seine prägenden Lehrer in jener Zeit waren Johann Georg Dorsche, August Varenius (1620–1684), bei dem er wohnte, und Andreas Tscherning. In Gemeinschaft mit seinem Freund Daniel Georg Morhof widmete er sich der Dichtkunst. In Rostock hatte man ihn aufgefordert, den akademischen Grad eines Magisters zu erwerben, jedoch lehnte er diesen Vorschlag ab. Er konnte nicht den Nutzen eines solchen Titels sehen, wenn er nicht einen akademischen Werdegang verfolgen wollte.
Seine Meinung änderte sich, als Simon Dach gestorben war. Er wandte sich am 28. April 1659 an den Kurfürsten Friedrich Wilhelm von Brandenburg und bewarb sich bei diesem um die erledigte Professur an der Universität Königsberg. Der Kurfürst nahm sein Angebot an und präsentierte Röling der Universität Königsberg. Daraufhin erwarb Röling am 26. Juli 1659 den akademischen Grad eines Magisters der Philosophie in Rostock und begab sich nach Königsberg. Dort trat er am 5. Mai 1661 mit der Dissertation de metro poetico die Professur der Dichtkunst an.
Seine anfängliche Euphorie wich aber bald den mühseligen Realitäten der Stellung. Vor allem die ungenügende finanzielle Entlohnung machte ihm zu schaffen, die schon sein Vorgänger erlebt hatte. So suchte er vor allem durch Gelegenheitsgedichte seine Einkünfte aufzubessern. Über 700 Gedichte, Trauer-, Hochzeits- und Festreden aus seiner Feder sind überliefert. Von seinen geistlichen Dichtungen fand das Lied Was soll ich, liebster Jesu du Aufnahme in das Gesangbuch von Ost- und Westpreußen. Auch die Lieder Ich komme Jesus, her zu dir und Liebster Jesu, Trost der Herzen fanden vielfach Eingang in Gesangbücher.
Allein sein literarisches Hauptsammelwerk Teutscher Oden enthält 98 weitere geistliche Gesänge. Um seine finanziellen Nöte zu mildern, übertrug man ihm 1667 die Inspektion der Alumnen. Er beteiligte sich auch an den organisatorischen Aufgaben der Königsberger Hochschule. So war er mehrfach Dekan der philosophischen Fakultät und im Sommersemester 1670 sowie im Wintersemester 1677/78 Rektor der Alma Mater. Am 23. April 1679 erfasste ihn eine schwere Krankheit, an der er verstarb. Sein Leichnam wurde am 31. August 1679 im Professorengewölbe des Königsberger Doms beigesetzt. Noch kurz vor seinem Tod hatte er am 18. August sein letztes Gedicht verfasst.
Röling hatte sich am 20. Juni 1661 in Königsberg mit Maria († 20. April 1679), Tochter des kurfürstlichen Bau und Mühlenmeisters Johann Wegner, verheiratet. Aus der Ehe sind acht Söhne und vier Töchter hervorgegangen. Nur drei Söhne überlebten ihn.

## Werke
- Θρηνοπάτρια,[3] Poemation latinum. Rostock 1659; Klage über die schwedische Herrschaft in Vorpommern[4]
- Teutscher Oden Sonderbahres Buch von Geistlichen Sachen. Königsberg 1672. (Digitalisat)
- Disp. de metro poetices. Königsberg 1661.